# Ranck
Ranck, svensk adelsfamilj med en adlig och en friherrlig gren. Ätten härstammar från Sven Andersson Ranck, kapten vid Dalregementet och sedermera landshövding i Malmöhus län, som adlades med namnet Ranck 1652. Dennes son Konrad upphöjdes i friherrligt stånd år 1715. Ätten förde i vapnet en med en pil beväpnad stridsman, omgiven av berg. Ätten utslocknade år 1737.